# Грос-Пампау
Грос-Пампау (нем. Groß Pampau) — община в Германии, в земле Шлезвиг-Гольштейн. 
Входит в состав района Герцогство Лауэнбург. Подчиняется управлению Шварценбек-Ланд.  Население составляет 136 человек (на 31 декабря 2010 года). Занимает площадь 4,32 км².